# Mel (Itália)
Mel é uma comuna italiana da região do Vêneto, província de Belluno, com cerca de 6.173 habitantes. Estende-se por uma área de 85 km², tendo uma densidade populacional de 73 hab/km². Faz fronteira com Cison di Valmarino (TV), Follina (TV), Lentiai, Miane (TV), Santa Giustina, Sedico, Trichiana, Valdobbiadene (TV).

## Demografia
| Variação demográfica do município entre 1861 e 2011                               |
|                                                                                   |
| Fonte: Istituto Nazionale di Statistica (ISTAT) - Elaboração gráfica da Wikipedia |